# Abdulghafur Sabuni
Abdulghafur Sabuni (* 14. November 1940 in Aleppo, Syrien), Abd al-Ghafur Sabuni, Abd 'al-Gafur Ṣābūnī, ist ein syrischer Arabist und Hochschullehrer.

## Akademischer Werdegang
Abdulghafur Sabuni studierte von 1969 bis 1971 Deutsch und Russisch an der Universität Mainz am Institut für Angewandte Sprachwissenschaft in Germersheim mit Diplom-Abschluss. Anschließend arbeitete er 1971 bis 1974 an einem Forschungsprojekt der Deutschen Forschungsgemeinschaft an der Universität Mainz am Institut für Arabistik in Germersheim. Von 1974 bis 1977 studierte er Semitistik, Islamwissenschaft und Linguistik an der Universität Heidelberg. 1979 wurde er in Heidelberg mit einer Arbeit zur Laut- und Formenlehre des arabischen Dialekts von Aleppo promoviert. 1977 bis 2006 war er Dozent für die arabische Sprache am Asien-Afrika-Institut, Abteilung für Geschichte und Kultur des Vorderen Orients an der Universität Hamburg.

## Werke
Modernes Arabisch
- Länder-Lexikon: Deutsch, Englisch, Französisch, Spanisch, Russisch, Arabisch. Institut für Angewandte Sprachwissenschaft, Germersheim 1971.
- Lexikon der Weltorganisationen: Deutsch und Arabisch. Institut für Angewandte Sprachwissenschaft, Germersheim 1972.
- Laut- und Formenlehre des arabischen Dialekts von Aleppo (Heidelberger orientalistische Studien, Band 2, herausgegeben von Anton Schall). Verlag Peter Lang, Frankfurt a. M. 1980.
- Einführung in die Arabistik. Helmut Buske Verlag, Hamburg 1981.
- Arabische Grammatik. Ein Lernbuch anhand moderner Lektüre. Helmut Buske Verlag, Hamburg 1987.
- Wörterbuch des arabischen Grundwortschatzes. Die 2000 häufigsten Wörter. Helmut Buske Verlag, Hamburg 1988. 2. völlig überarbeitete Auflage, GRIN Verlag, München 2011.
- Lehr- und Wörterbücher der deutschen Arabistik. Seminar für Geschichte und Kultur des Vorderen Orients, Universität Hamburg 1993.
- Elementargrammatik der modernen arabischen Sprache. GRIN Verlag, München 2014.
- Geschichte der arabischen Sprache. GRIN Verlag, München 2014.
- Elementargrammatik und Besonderheiten der Koransprache. Helmut Buske Verlag, Hamburg 2016.

Klassisches Arabisch
- Handbuch der arabischen Literatur I. Anthologie der traditionellen Prosa. (Adab, Geschichte und Biographie, Ethik). Helmut Buske Verlag, Hamburg 1983.
- Handbuch der arabischen Literatur II. Anthologie der traditionellen Prosa. (Geographie und Reisebeschreibung, Literaturkritik, Sprachwissenschaft). Helmut Buske Verlag, Hamburg 1985.
- Handbuch der arabischen Literatur III. Anthologie der traditionellen Prosa. (Philosophie, Sufismus, Dogmatik). Verlag und Druckerei Attar, Aleppo 1997.
- Dschihad und Kampf im Heiligen Koran und in der Überlieferung. Arabisch und Deutsch. GRIN Verlag, München 2015.

Artikel und Übersetzung
- Das syrisch-palästinensische Arabisch. In: W. Fischer und O. Jastrow (Bearbeiter und Herausgeber): Handbuch der arabischen Dialekte. Otto Harrassowitz Verlag, Wiesbaden 1980.
- 12 Beiträge zur arabischen Literatur, In: M. Brauneck (Hrsg.): Weltliteratur im 20. Jahrhundert. 5 Bände, Rowohlt Verlag, Hamburg 1981.
- Das syrische Personalstatutgesetz, aus dem Arabischen Übersetzt. In: Internationaler Ehe- und Kindschaftsrecht. Frankfurt a. M. 1981 (in Zusammenarbeit mit Dr. G. Wiedensohler).
- Das reformierte Familienrecht Syriens. In: StAz 1982 (in Zusammenarbeit mit Dr. G. Wiedensohler).
- Die Eheschließung und ihre Wirkung im syrisch-islamischen Recht. In: Die Welt des Islams. 1983 (in Zusammenarbeit mit Dr. G. Wiedensohler).
- Das Caroussel: The Royal oriental-occidental tourmament of 1846… RMS-Landskrone-Verlag AG, Zug (Switzerland), New York 1985. (Übersetzung des arabischen Teils aus dem Deutschen).

Lernsoftware
- 1001 Wort Version 1: Abfrageprogramm für die arabische Sprache. Vokabel- und Grammatikabfrage. Universität Hamburg 2002.
- Arabia: Lernsoftware Arabisch, DVD. Helmut Buske Verlag, Hamburg 2003.